# Idioma bambara
El idioma bambara (autoglotónimo Bamanankan) es un conjunto de hablas de la lengua mandenká o mandingá hablada en Malí, por 10 millones de personas, de los cuales 3 millones pertenecen a la etnia bambara, por lo tanto la mayoría lo usa como lengua interétnica en el país. Existen algunos hablantes en Burkina Faso, Costa de Marfil, Senegal, Guinea y Gambia. Ha tenido a lo largo del tiempo distintos sistemas de escritura, además de la latina.

## Escrituras
Desde los años 1970, el bambara se escribe sobre todo mediante el alfabeto latino, con la ayuda de algunos caracteres fonéticos adicionales. Las vocales a, e, ɛ (antiguamente è), i, o, ɔ (antiguamente ò), u; los acentos pueden ser usados para indicar la tonalidad. Actualmente, el dígrafo ny se escribe como ɲ o ñ (Senegal); el dígrafo ng representaba la nasal velar /ŋ/ (similar a la [ŋɡ] del español angosto como al inglés sing). En 1986 las convenciones ortográficas de Bamako designaron el último como “ŋ” y no como estaba planteado (ng).
El alfabeto N’Ko es un sistema de caracteres ideado por Solomana Kante en 1949 como un método de escritura para las lenguas mandé de África occidental; N’Ko significa “yo digo” en todas las lenguas mandé. Este se empezó a emplear al principio en Kankan, Guinea y desde allí se diseminó por distintos sectores del mundo de habla mandé en África occidental.

## Gramática
El orden de la frase es sujeto - objeto - verbo.